# Cameron Crowe
Cameron Crowe (Palm Springs, California; 13 de julio de 1957) es un director y guionista estadounidense ganador de un Óscar. Antes de dedicarse a la industria del cine, colaboraba en la revista Rolling Stone como columnista frecuente.

## Biografía

### Primeros años
Crowe nació en Palm Springs, California el 13 de julio de 1957. Su padre era el propietario de una empresa de telefonía mientras que su madre era profesora de psicología, terapeuta familiar y activista por los derechos de los granjeros. Crowe tenía dos hermanos mayores, aunque uno de ellos murió cuando era joven. Su familia se trasladaba con frecuencia y vivió en ciudades como Indio, California.
La afición de Crowe por el periodismo empezó al escribir en el diario del instituto y con 13 años colaboró en la publicación underground, The San Diego Door. Poco después empezaría a cartearse con Lester Bangs, que abandonaría el Door para convertirse en el editor del diario musical de tirada nacional Creem. Así fue como empezó a escribir artículos para Creem y para Circus.

### Rolling Stone
Crowe se graduó en la Escuela Secundaria de la Universidad de San Diego en 1972 a la edad de 15 años y en un viaje por Los Ángeles, se encontró con Ben Fong-Torres, editor de Rolling Stone, que le animó a colaborar para la revista. Durante esa época, el joven periodista tuvo la oportunidad de entrevistar a los músicos más influyentes de la época, como ser Bob Dylan, David Bowie, Neil Young, Eric Clapton o Led Zeppelin. Crowe fue el colaborador más joven que ha tenido Rolling Stone en toda su historia.

### Aquel excitante curso
Cuando Rolling Stone trasladó sus oficinas de la Costa Oeste a Nueva York en 1977, Crowe decidió quedarse en California ya que se le abrieron nuevas oportunidades. Primero apareció en la película de 1978 American Hot Wax como actor; pero pronto encontraría el camino de la escritura de guiones cinematográficos, aunque seguiría colaborando como freelance en Rolling Stone.
A la edad de 19 años, Crowe tuvo la idea de escribir sus experiencias de sus estudios en el instituto. Simon & Schuster le ofreció un contrato y volvió a ingresar en la Clairemont High School de San Diego. El fruto de esas vivencias se plasmó en el libro Fast Times at Ridgemont High: A True Story (1981). En el libro, Crowe retrata de manera excelente cómo los adolescentes están mucho más interesados en ligar que por cuestiones académicas, entrando en la esencia de la adolescencia.
Antes de que el libro fuese publicado, los derechos de Fast Times at Ridgemont High ya habían sido vendidos para convertirse en una película. Aquel excitante curso se estrenó en 1982, y se convirtió en un éxito sin precedentes a pesar de no contar con estrellas de primer nivel. Su popularidad radicó en el fantástico retrato de la juventud estadounidense. Además, Aquel excitante curso sirvió para lanzar a la fama a la gran mayoría de sus actores como Jennifer Jason Leigh, Eric Stoltz, Nicolas Cage (que aparecía en la película con el nombre de Nicolas Coppola), Forest Whitaker y Sean Penn.

### Carrera como director
Después de aquel éxito, Crowe escribió el guion de The Wild Life, una pseudo secuela de Aquel excitante curso. Si la anterior película dejaba a los protagonistas en el instituto, The Wild Life traza las vidas de diferentes jóvenes viviendo en un complejo de apartamentos. Este film es considerado de calidad inferior a su predecesor.
A pesar de este fallo, el director y productor James L. Brooks dio la alternativa a Crowe para ponerse tras la cámara. Asimismo, Brooks produjo su primer trabajo como director, Un gran amor (Say Anything). La historia narra los intentos de un apocado joven por conseguir atraer a la chica más guapa del instituto. A pesar de seguir en la senda del cine juvenil, Un gran amor tuvo una acogida fría por los críticos.
Después de Un gran amor, Crowe se encontró dispuesto a dar un paso más en su carrera y dejar atrás el mundo juvenil. Su siguiente proyecto, Solteros (1992), se centró en las relaciones sentimentales de seis amigos veinteañeros en Seattle. Además del logro que obtuvo en taquilla, Solteros se convirtió en un éxito por su banda sonora, con grupos como Soundgarden, Pearl Jam y, principalmente, Alice in Chains.
Después de empezar esta nueva senda, Crowe escribe y dirige Jerry Maguire, que trató sobre la vida de un poderoso agente deportivo (Tom Cruise) que cae en desgracia y se aferra en la representación de un mediocre jugador de fútbol americano (Cuba Gooding, Jr.). Esto supuso la salida de Crowe de la línea del director representativo de su generación abriéndose hacia otras temática. Por su parte, Jerry Maguire supuso el Óscar al mejor actor de reparto para Cuba Gooding, Jr. y el film fue nominado también a las categorías de mejor película, mejor guion original, mejor montaje y mejor actor principal (Tom Cruise). Cruise ganó su segundo Globo de Oro por este papel.
En 2000, Crowe volvió a sus raíces de colaborador de revistas musicales con el guion y dirección de Casi famosos (Almost Famous). Esta historia semiautobiográfica narra las peripecias de un periodista extremadamente joven que se lanza a la carretera para seguir a una banda emergente de los años setenta. El joven periodista (interpretado por Patrick Fugit) se ve inmerso en un mundo dominado por sexo, drogas y rock-and-roll e inicia una amistad con la groupie Penny Lane (Kate Hudson). Además de contar con las memorias del propio Crowe, el roquero Peter Frampton también fue consultado como asesor técnico de la película.
Considerado por muchos como la mejor película de Crowe hasta el momento, Casi famosos obtuvo el Óscar al mejor guion original. A partir de ese momento, Crowe realizó dos películas más: la versión estadounidense del thriller español de Alejandro Amenábar Abre los ojos, llamado Vanilla Sky, protagonizado por Tom Cruise y Penélope Cruz. La cinta obtuvo malas críticas en comparación de Casi famosos. En 2005, Crowe volvió a la dirección con Elizabethtown.
En 2011, Crowe realizó dos filmes más: Pearl Jam Twenty y We Bought a Zoo. Cuatro años después, en 2015, dirigió la película Aloha.

## Filmografía
- 1982: Fast Times at Ridgemont High (guionista)
- 1984: The Wild Life (guionista y productor)
- 1989: Say Anything... (guionista y director)
- 1992: Singles (guionista, productor y director)
- 1996: Jerry Maguire (guionista, productor y director)
- 2000: Casi famosos (Almost famous) (guionista, productor y director)
- 2001: Vanilla Sky (guionista, productor y director)
- 2005: Elizabethtown (guionista, productor y director)
- 2011: Pearl Jam Twenty (guionista, productor y director)
- 2011: We Bought a Zoo (guionista, productor y director)
- 2015: Aloha (guionista, productor y director)

## Premios y distinciones
Premios Óscar
| Año  | Categoría            | Película      | Resultado |
| ---- | -------------------- | ------------- | --------- |
| 1997 | Mejor película       | Jerry Maguire | Nominado  |
| 1997 | Mejor guion original | Jerry Maguire | Nominado  |
| 2001 | Mejor guion original | Casi famosos  | Ganador   |